# 法馬蒂納
28°55′S 67°31′W / 28.917°S 67.517°W

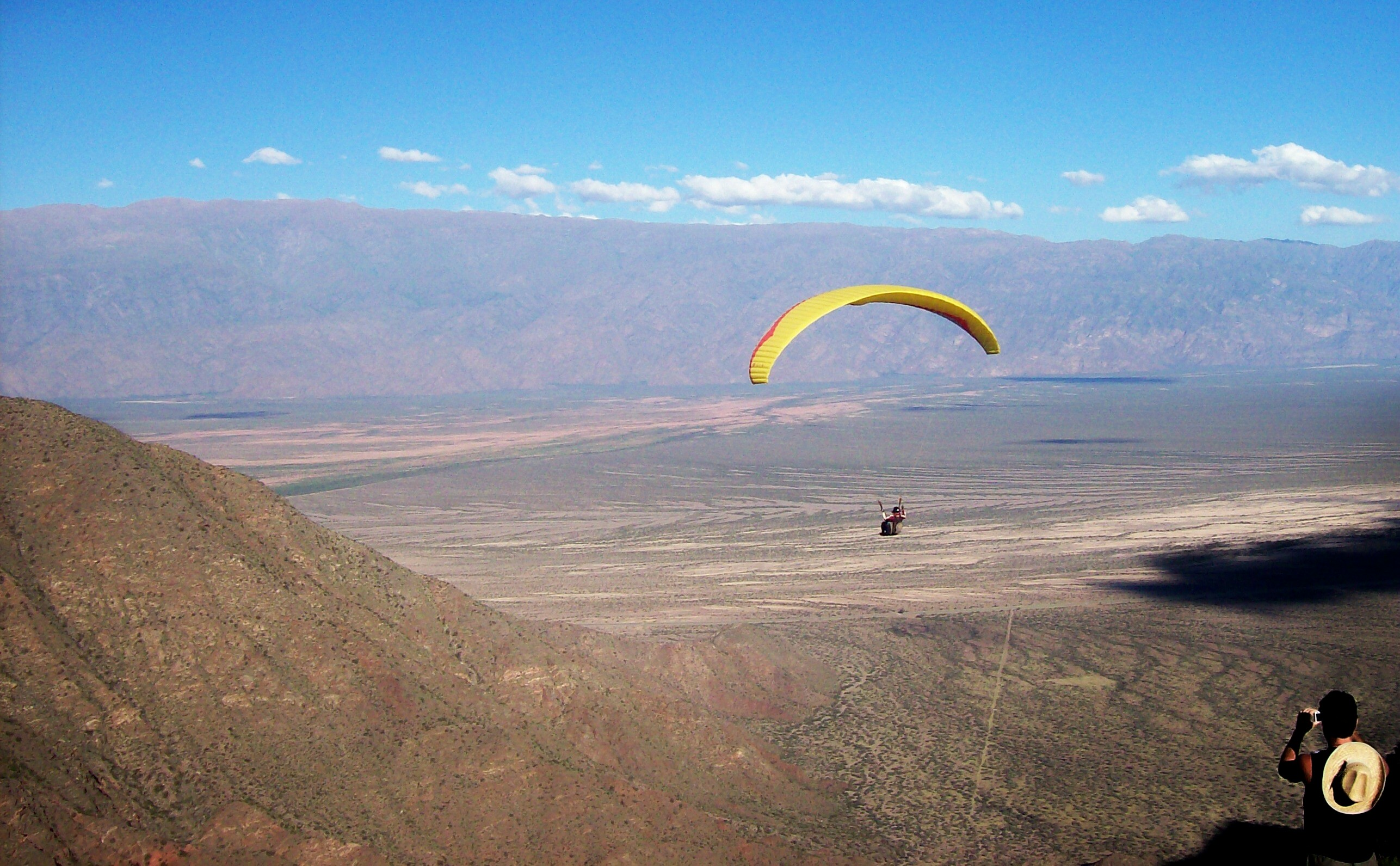
法馬蒂納

法馬蒂納（西班牙語：Famatina），是阿根廷的城市，位於該國西部拉里奧哈省，是法馬蒂納縣的首府，處於拉里奧哈以北320公里，海拔高度1,672米，該地區的地震活動頻繁和低強度，2010年人口2,466。